# Садуль, Жак
Жак Саду́ль (фр. Jacques Sadoul, 22 мая 1881, Париж — 21 ноября 1956, Париж) — французский офицер, деятель международного коммунистического движения.

## Биография
Из семьи рабочего.
Учился в Сорбонне, на факультете права. Член французской социалистической партии с 1903 года.
Капитан французской армии, работал в военном министерстве. В сентябре 1917 года был назначен атташе при французской военной миссии в Петрограде. Сблизился с большевиками, вступил в РСДРП(б). В письмах (октябрь 1917 — июль 1918) Р. Роллану, А. Барбюсу высказывался в пользу Октябрьской революции и Советской власти. Письма опубликованы в Берне затем в Петрограде и Париже. С осени 1917 года неоднократно встречался с Лениным. Участвовал в деятельности Французской группы РКП(б).
В октябре 1918 года многие представители французской миссии в Москве были арестованы ВЧК по подозрению в шпионаже. При этом Садуль остался на свободе и спас двух французских офицеров.
Выполнял различные функции в советском правительстве во время гражданской войны. В 1918 году осуществлял тайную связь между советским правительством и французскими войсками в Одессе. В воззвании «К французским солдатам» (ноябрь 1918) призвал их переходить на сторону русских рабочих и крестьян. Принимал участие в работе I и II конгрессов Коминтерна, некоторое время входил в Исполком Коминтерна.
3 ноября 1918 года выступил на церемонии открытия в Александровском саду (у Кремля) памятника Робеспьеру, 7 ноября 1918 года на церемонии открытия памятника Ж. Жоресу в тот же день заочно приговорён французским военным трибуналом к смертной казни.
В конце 1918 года издал на французском языке брошюру «Да здравствует Республика Советов!», положительно оценена Лениным. В апреле 1919 года организовал в Киеве французскую коммунистическую группу. Входил в состав Иностранной коллегии. В мае — августе 1919 года член Южного бюро Коминтерна.
В 1924 году вернулся на родину, где на суде был оправдан по обвинению в дезертирстве, а остальные обвинения были сняты. Работал в Коммунистической партии Франции, был корреспондентом Известий. В 1927 году награждён орденом Красного Знамени.
Ряд исследователей (С. Моррисон, Н. Кравец, В. Орлов) считают, что во многом благодаря тесным контактам с Садулем во Франции в начале 1930-х гг. композитор С. С. Прокофьев принял решение вернуться в Россию и вскоре написал «Кантату к двадцатилетию Октября».
В годы Второй мировой войны участвовал в Движении сопротивления.

## Мнение Ленина о Жаке Садуле
В своей работе «Письмо к американским рабочим», написанной 20 и опубликованной 22 августа 1918 года в № 178 газеты «Правда», Ленин писал: «Французский капитан Садуль, на словах сочувствовавший большевикам, на деле служивший верой и правдой французскому империализму, привёл ко мне французского офицера де Люберсака. „Я монархист, моя единственная цель — поражение Германии“, — заявил мне де Люберсак. Это само собою, ответил я (cela va sans dire). Это нисколько не помешало мне „согласиться“ с де Люберсаком насчёт услуг, которые желали оказать нам специалисты подрывного дела, французские офицеры, для взрыва железнодорожных путей в интересах помехи нашествию немцев».

## Труды
- Notes sur la revolution bolchevique. 1919.
  - Записки о большевистской революции. Книга, 1990 г. ISBN 5-212-00283-4.
- Quarante Lettres de Jacques Sadoul. 1922.
- Naissance de l’URSS. De la nuit féodale à l’aube socialiste. 1946.

## Награды
- Орден Красного Знамени (1927)